# 珊瑚藤
珊瑚藤（学名：Antigonon leptopus），也称紫苞藤、朝日蔓、旭日藤
，为蓼科珊瑚藤属下的一个种。